# Nõmme (Mustvee)
Nõmme is een plaats in de Estlandse gemeente Mustvee, provincie Jõgevamaa. De plaats telt 62 inwoners (2021) en heeft de status van dorp (Estisch: küla).
Tot in oktober 2017 lag Nõmme in de gemeente Kasepää. In die maand werd Kasepää bij de gemeente Mustvee gevoegd.
De Põhimaantee 3, de hoofdweg van Jõhvi naar Letland, komt langs Nõmme.

## Geschiedenis
Volgens een plaatselijke legende werd Nõmme gesticht in 1904 na de geboorte van kroonprins Aleksej Nikolajevitsj van Rusland en heette de plaats oorspronkelijk Aleksejevka. Beter gedocumenteerd is het feit dat de naam Nõmme voorkomt in een lijst van plaatsnamen uit 1922. De plaats lag op het voormalige landgoed Flemmingshof (Laius-Tähkvere). In de jaren 1977-1998 heette de plaats Murru en maakten de buurdorpen Kaasiku en Metsaküla er deel van uit.